# Listă de scriitori neozeelandezi
Aceasta este o listă de scriitori neozeelandezi.

## C
- Eleanor Catton

## M
- Katherine Mansfield